# 安仁県
安仁県（あんじん-けん）は中華人民共和国湖南省郴州市に位置する県。

## 行政区画
- 鎮：安平鎮、竜海鎮、霊官鎮、永楽江鎮、金紫仙鎮
- 郷：竜市郷、渡口郷、華王郷、牌楼郷、平背郷、承坪郷、竹山郷、洋際郷